# Mario Paint
Mario Paint (マリオペイント Mario Peinto) es un videojuego creado por Nintendo para la Super Nintendo Entertainment System, fue realizado con el Super NES Mouse, un sistema periférico de la SNES. Es el primer y único juego de Super Nintendo en el Occidente en incluir un pad y un mouse completamente genuinos de Nintendo. Este juego permite dibujar, crear animaciones y componer música.
En julio de 2025, Mario Paint recibió su primer relanzamiento en Nintendo Switch y Nintendo Switch 2 a través del servicio Nintendo Switch Online, requiriendo el uso de un mouse con conexión USB en ambas consolas (en Nintendo Switch 2, los controladores Joy Con tienen integrado el modo mouse, por lo que no será necesario utilizar un mouse tradicional como en Switch 1).

## Características
El juego fue lanzado para la Super Nintendo en 1992, y hoy en día puede correrse bajo emuladores. Traía el minijuego "Gnat Attack" o "Coffee Break" donde debes atrapar moscas. Éste Juego permitía salvar los dibujos o composiciones que se hicieran.
Una de las secciones más originales del juego es el compositor de música, que permite elaborar y escuchar cualquier tipo de composición musical a través de un pentagrama y varios tipos de sonidos desde los usuales piano, guitarra o trompeta a originales como maullidos o ladridos. Pueden encontrarse cientos de composiciones de aficionados en servidores de vídeos como YouTube.

## La canción de Tokata
La canción de Tokata es una canción de 19 notas que aparece en muchos juegos de Nintendo. En Mario Paint, la canción es un Easter Egg, que se encuentra en la pantalla de inicio cuando un usuario hace clic en la O en "Mario Paint". Se ha denominado como la "canción de Mario Paint", Su primera aparición fue en este mismo juego y próximamente en 10 Más recientemente se puede escuchar en el juego Animal Crossing con el nombre de Tota song.

## Recepción y legado
Mario Paint fue calificado como el mejor juego de 162° hecho en un sistema de Nintendo en el Top 200 de Nintendo Power.
YouTube cuenta con miles de composiciones musicales realizados con el programa de música de Mario Paint, o programas similares en línea como Mario Paint Composer que utilizan el sistema de Mario Paint, pero permite las funciones avanzadas. Por ejemplo, las nuevas obligaciones que no fueron incluidos en el juego original de Mario Paint, y modifica los sonidos.
Mario Compositor Pintura
El primer dibujo animado (aunque no de Flash, como el resto de la serie) de Homestar Runner (una serie caricaturas hecha en flash actualmente) fue animada con Mario Paint.
Mario Paint ha sido fuente de inspiración para los desarrolladores. Uno de los funcionarios de sonido de Mario Paint, Hirokazu Tanaka, más tarde pasó a trabajar en EarthBound. Algunos efectos de sonido e instrumentos musicales se utilizaron en ambos juegos.

### Secuelas
En 1997, una versión titulada BS Mario Paint: Yuu Shou Naizou Ban fue lanzado al mercado japonés a través de emisión Satellaview. Esta versión fue modificada de tal manera que el ratón periférico de SNES (Super NES Mouse) ya no fuera necesario.
En 1999, una serie de juegos fueron lanzados exclusivamente en Japón para la Nintendo 64DD bajo el título de Mario Artist. El juego inicial fue un título de lanzamiento para el Nintendo 64DD, y fue empaquetado con un ratón para la Nintendo 64. A lo largo de la serie, los juegos tenían la posibilidad de que el jugador pueda crear modelos poligonales en 3D, insertar imágenes en los modelos 3D a través de un cartucho de captura de Nintendo 64, e incluso compartir cuyas obras de arte a través de un kit de comunicación en línea.
Si bien no secuela oficial ha sido lanzado en América del Norte, Mario Paint hace un cameo en WarioWare: Touched! de Nintendo DS como "Wario Paint" que permite al jugador utilizar el lápiz para colorear varios personajes en el juego. También, usted puede escuchar la canción de Mario Paint con el juguete "Platos" en el "cuarto de juguetes". El juego con mosca golpeando con fuerza hace acto de presencia adicionales en el juego anterior, WarioWare, Inc.: Minigame Mania. El Canal Fotos de Wii utiliza características de edición similar al Mario Paint, que incluye además varias de las gomas de borrar especiales.
Cuatro aplicaciones independientes del programa de música han sido fielmente recreados para componer música en el estilo del programa musical limitada, llamado MarioSequencer, Mario Paint Composer y avanzada Mario secuenciador Y también Mario Paint Composer 2.0, una versión actualizada de Mario Paint Composer que añade cuatro nuevas notas al original quince años, y la capacidad de múltiples composiciones cadena junto con el "Organizador".
El Nintendo DSi utiliza una música similar componer programa.
WarioWare D.I.Y. permite a los jugadores para grabar notas a través del micrófono de Nintendo DS, y aplicar los ruidos y sonidos de animales a los mismos, similar a la creación musical de Mario Paint. WarioWare D.I.Y. también utiliza un programa de dibujo similar al Mario Paint cuando el jugador hace un cómic o gráficos para su Microgame personalizado. Además, cuando "Mario Paint" se introduce como el nombre de un Microgame o cómico, el tema de Mario Paint sonará.
Super Mario Maker es un videojuego de creación de niveles de los videojuegos 2D de Mario, pero fue concebido originalmente como un título de Mario Paint para Wii U. Takashi Tezuka, el productor del juego, afirmó que "se inspiró para llevar la diversión de Mario Paint a este editor de cursos para crear algo divertido y creativo que la gente pueda disfrutar". US Gamer calificó a Mario Paint como una parte esencial del camino hacia Super Mario Maker. Como un guiño a Mario Paint, Super Mario Maker incluye sorpresas interactivas en la pantalla de título, el regreso del minijuego Gnat Attack y la aparición de elementos y personajes originales de Mario Paint, como Undodog, un perro canela que funciona como botón de deshacer en ambos juegos. Su secuela, Super Mario Maker 2 para Nintendo Switch, también incluye referencias a Mario Paint, incluyendo el regreso de Undodog como un personaje no jugador destacado en el modo historia.